# Peristichia pedroana
Peristichia pedroana är en snäckart som först beskrevs av Dall och Bartsch 1909.  Peristichia pedroana ingår i släktet Peristichia och familjen Pyramidellidae. Inga underarter finns listade i Catalogue of Life.